# Saint-André-le-Désert
Saint-André-le-Désert è un comune francese di 271 abitanti situato nel dipartimento della Saona e Loira nella regione della Borgogna-Franca Contea.

## Società

### Evoluzione demografica
Abitanti censiti